# Bogdan Papierz
Bogdan Papierz (* 22. Januar 1968) ist ein ehemaliger polnischer Skispringer.

## Werdegang
Papierz, der für TS Wisła Zakopane startete, gab am 22. Dezember 1985 in Chamonix sein Debüt im Skisprung-Weltcup und belegte dabei den 47. Platz. Auch in den folgenden Jahren blieb Papierz erfolglos, sodass er nie die Punkteränge erreichte. Sein bestes Resultat erzielte er mit dem 28. Rang 1988 in Thunder Bay. Lediglich im zweitklassigen Continental Cup konnte er sich Punkte erspringen.
Papierz war Teilnehmer an den Nordischen Skiweltmeisterschaften 1989 in Lahti und 1991 in Predazzo, belegte aber jeweils nur die hinteren Ränge. Seine beste Einzelplatzierung war der 30. Platz von der Normalschanze in Predazzo.
Bei polnischen Meisterschaften verpasste Papierz mehrmals den Meistertitel, gewann aber insgesamt sieben Silber- und zwei Bronzemedaillen. 

## Statistik

### Continental-Cup-Platzierungen
| Saison  | Platz | Punkte |
| ------- | ----- | ------ |
| 1991/92 | 78.   | 007    |

### Vierschanzentournee-Platzierungen
| Saison  | Platz | Punkte |
| ------- | ----- | ------ |
| 1986/87 | 89.   | 241,2  |
| 1988/89 | 71.   | 302,5  |